# Харибда
Харибда (грч. Kharybdis, лат. Charybdis) је митолошко биће. Према миту то је морска неман, утеловљење опасности од вира у Месинском теснацу.
Многи аутори Харибду сматрају божанским бићем, јер је она кћерка бога мора Посејдона и богиње земље Геје. 
У антици, харибда је била симбол похлепе и незаситости, а у пословицама њено се име, заједно са Скилом, помиње кад се жели описати опасност која прети и са једне и са друге стране.

## Митологија
Међу античким боговима она је, одмах на почетку, сматрана за богињу која је лакомислена и незасита, а њен боравак у мору се везује за један догађај са Хераклом. Када је требало да Херакле  дотера стадо крава у Микену, она му је украла неколико крава и на лицу места их појела, а њен отац, Зевс, чувши за то, изгубио је стрпљење и бацио је у море. Харибда је пала у теснац између Сицилије и Италије и тамо је остала заувек.
Зевсова казна није утицала много на њу, те је она и надаље гутала све до чега је могла доћи и била је подједнако опасна и прождрљива као и неман Скила, која је живела у њеној близини у расцепу стена у мору. 
Харибда је била опасност за све морепловце који су морали проћи кроз Месински пролаз јер их је она одвлачила у морске дубине, али, како је Харибда увлачила и избацивала воду три пута дневно, могла се избећи њена прождрљивост. Први пут је то успело Аргонаутима када су се враћали из похода за златним руном из Колхиде, а то је пошло за руком и итачком краљу Одисеју. 